# Inmigración israelí en Estados Unidos
Los israelo-estadounidenses (en inglés: Israeli Americans, en hebreo: אמריקאים ישראלים) son estadounidenses que tienen la nacionalidad israelí por ascendencia, naturalización o nacimiento en Israel.

## Historia

### 1948-1970
Los israelíes comenzaron a emigrar a los Estados Unidos poco después de la fundación del Estado de Israel en 1948. Durante la década de 1950, 21.376 inmigrantes israelíes llegaron a los Estados Unidos y en los años 1960 emigraron a los Estados Unidos 52.278 israelíes, según con los datos de inmigración de EE. UU.

### 1970-2010
Una segunda ola de inmigración continuó con un total de 36.306 israelíes durante el periodo de 1970 a 1979, 43.669 personas entre 1980 a 1989, 41.340 personas entre 1990 a 1999 y 54.801 personas entre el 2000 y 2009. La inmigración israelí a los Estados Unidos tuvo lugar durante los años 80 y 90 debido a una serie de razones, incluyendo entre ellos el conflicto entre israelíes y palestinos, los impuestos y la falta de recursos económicos en su país.

### 2010-2017
Desde 2010, la emigración israelí a los Estados Unidos, ha continuado con aproximadamente 4.000 personas al año. El número de inmigrantes nacidos en Israel residentes en los Estados Unidos es estimado por los demógrafos en cerca de 140.000 personas, mientras que el número de inmigrantes israelíes en los EE. UU. parece ser mucho mayor. Debido a la influencia de la cultura estadounidense en Israel, especialmente la moda y el entretenimiento, muchos israelíes quieren emigrar a los Estados Unidos para tener mejores oportunidades económicas.

## Galería de imágenes

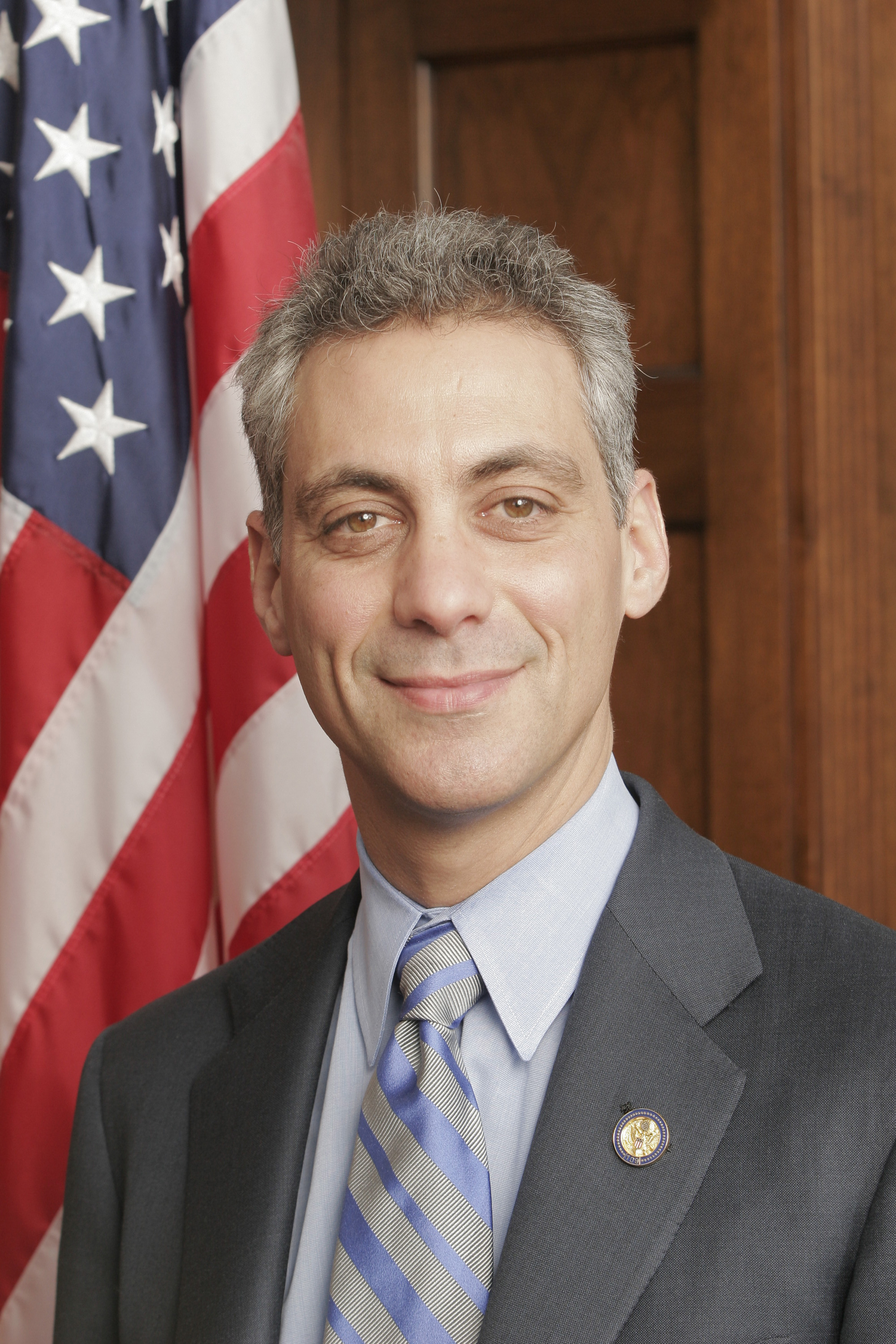
Rahm Emanuel.
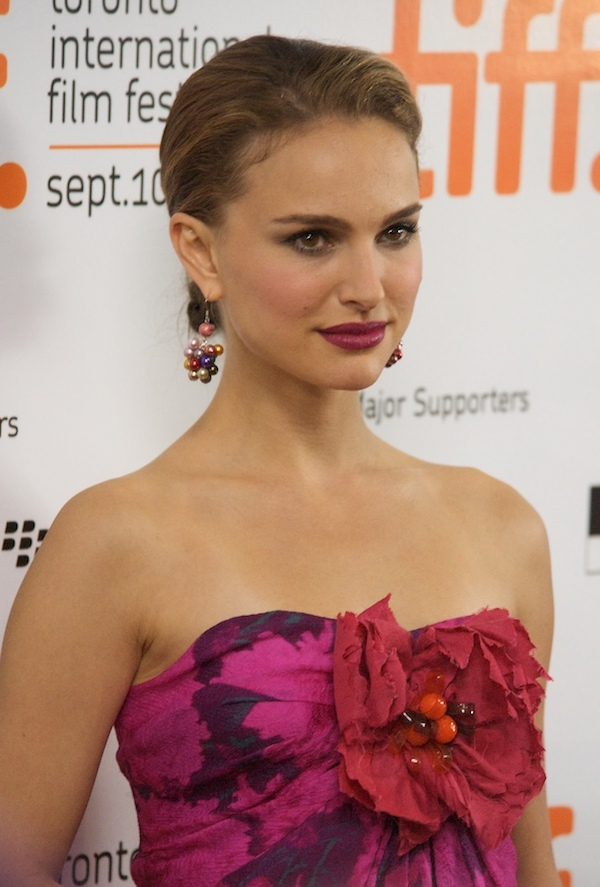
Natalie Portman.
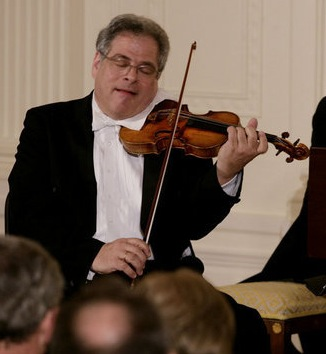
Itzhak Perlman.
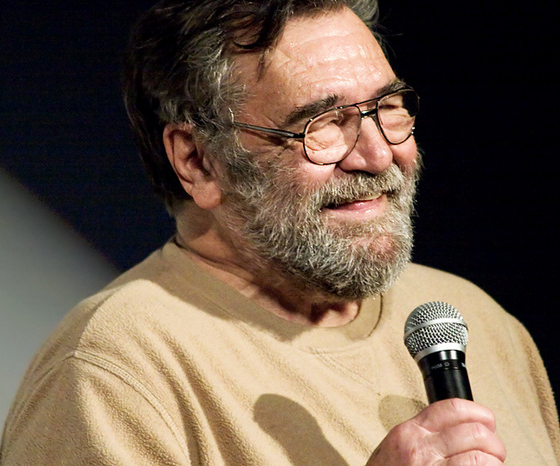
Ralph Bakshi.
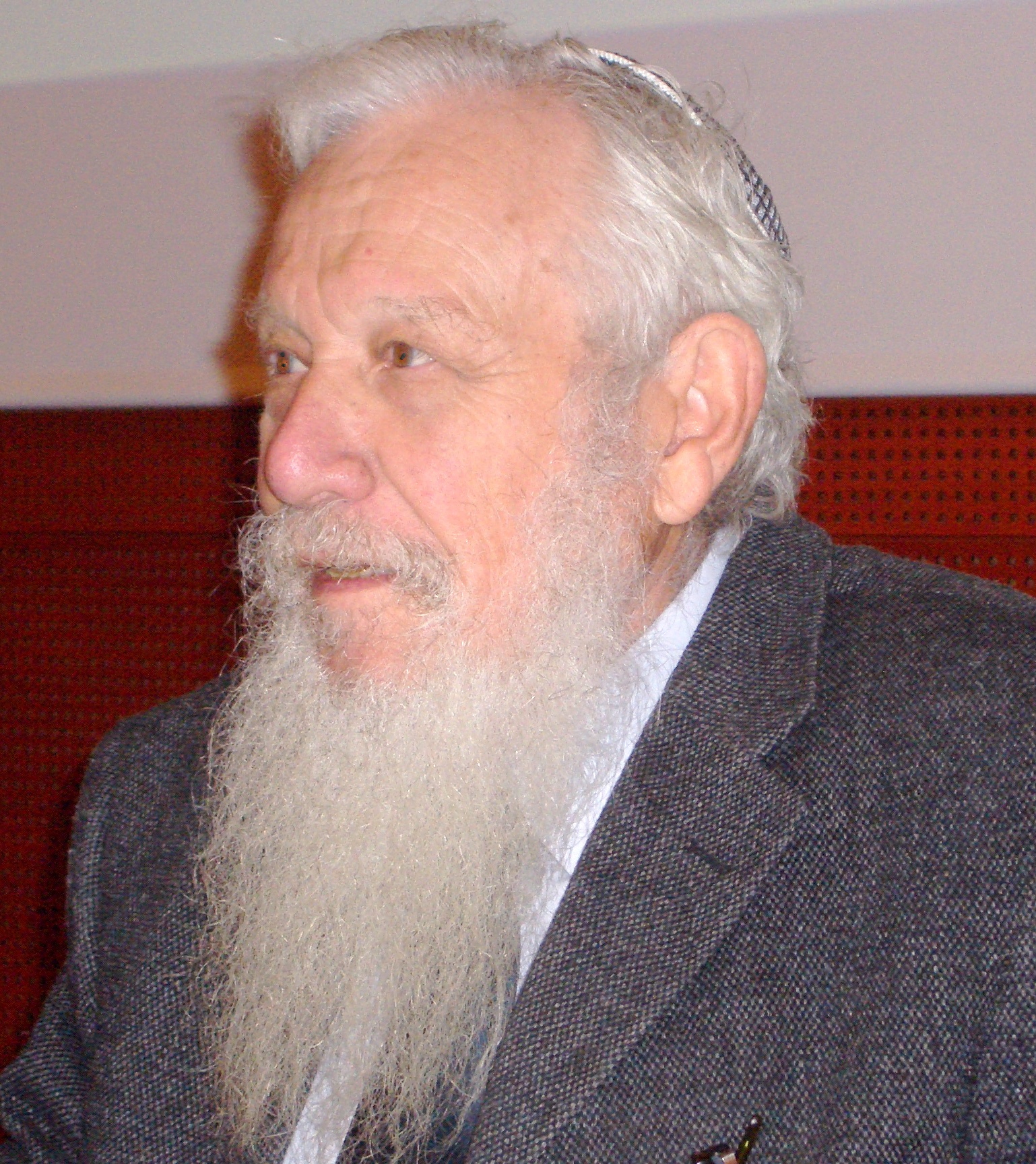
Robert Aumann.
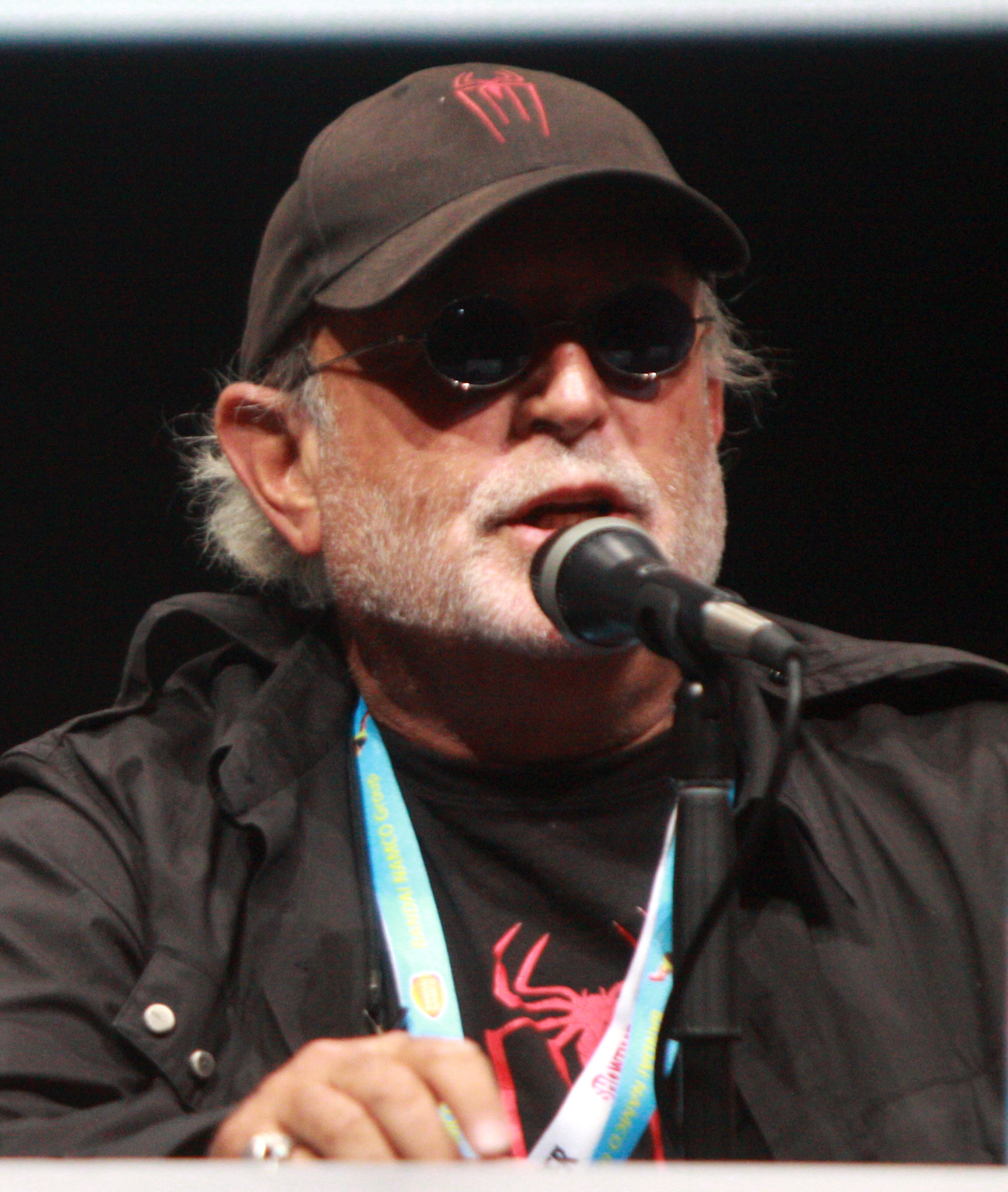
Avi Arad.
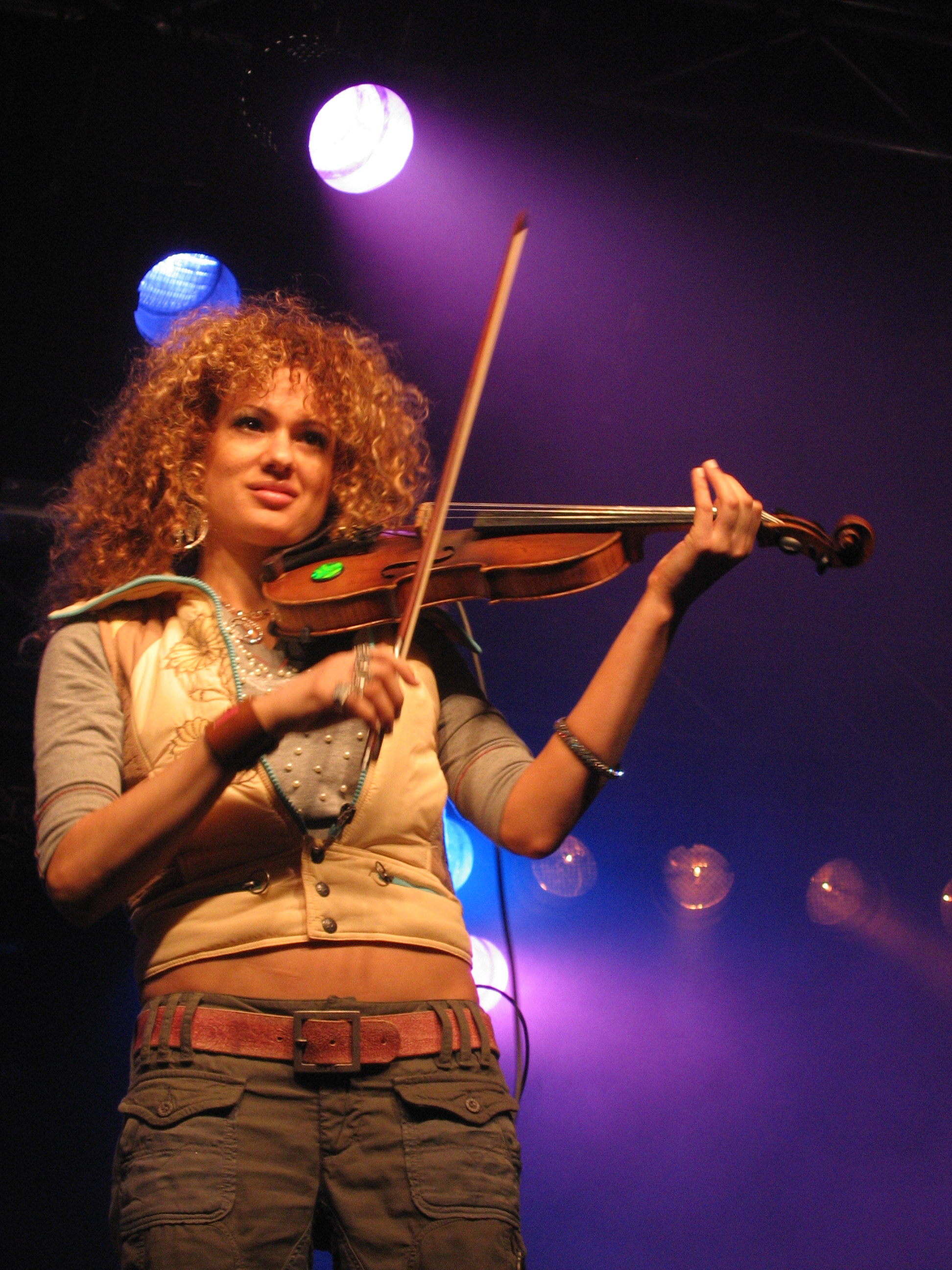
Miri Ben-Ari.
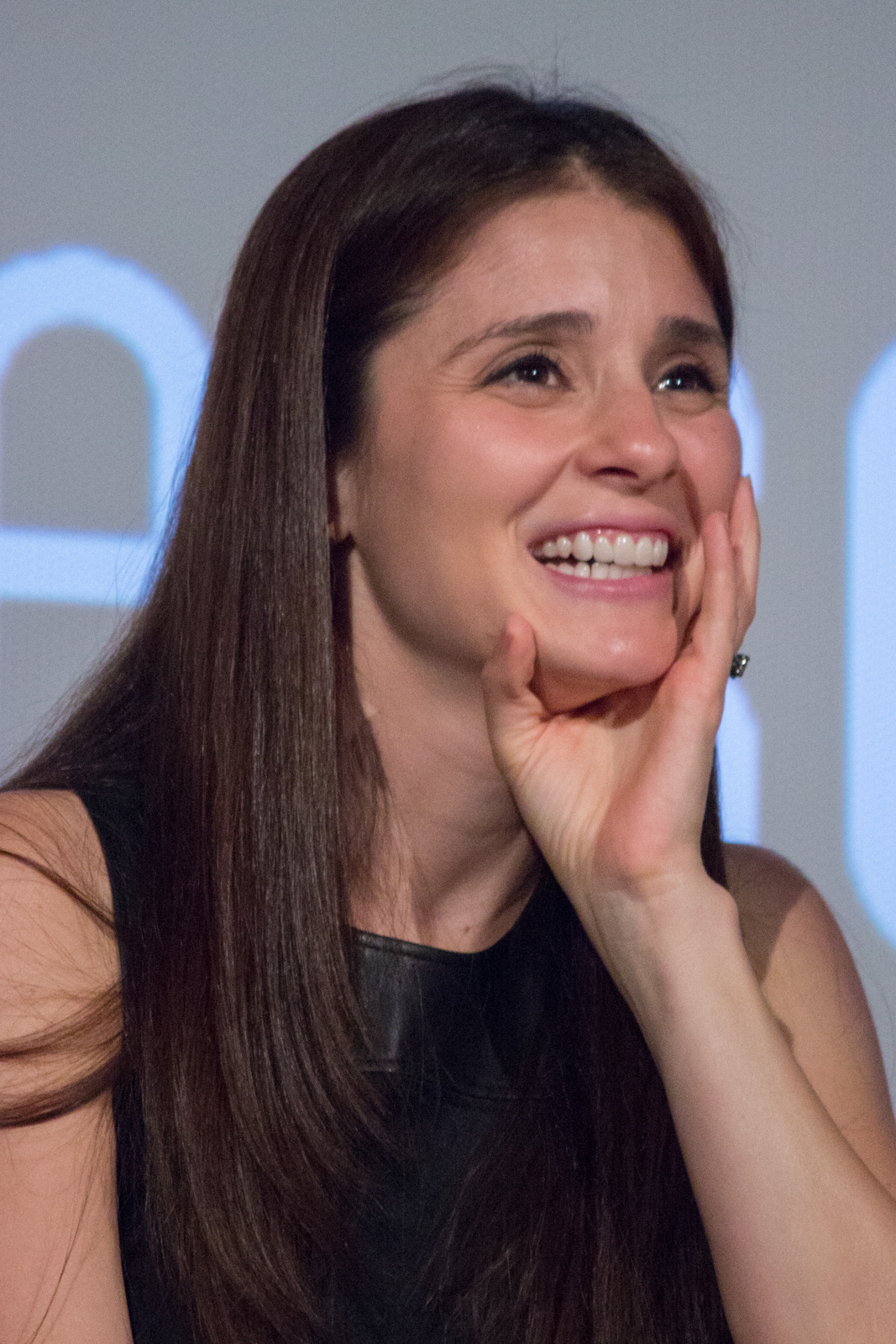
Shiri Appleby.
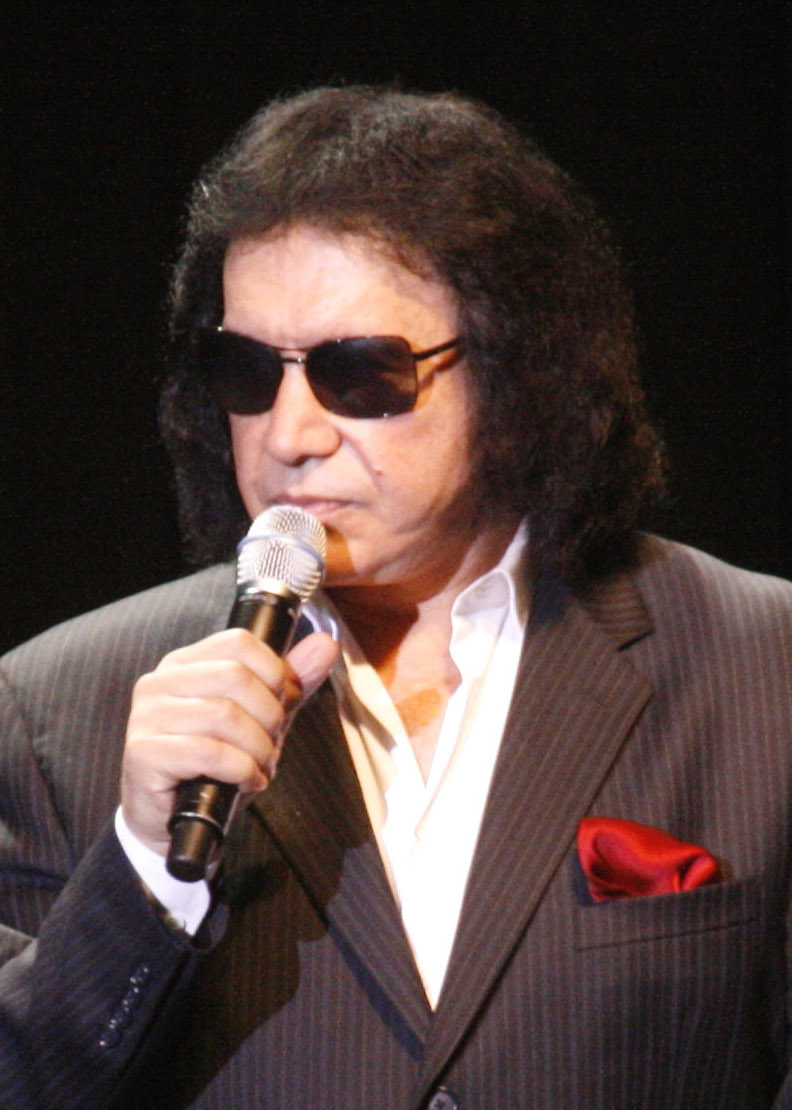
Gene Simmons.
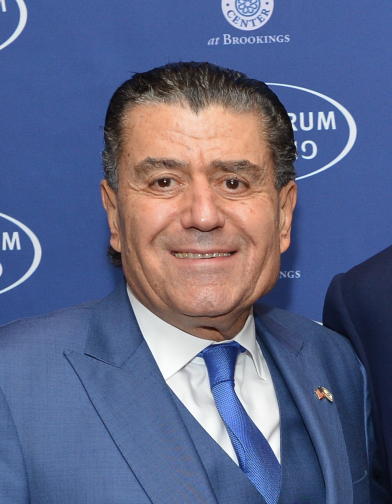
Haim Saban.
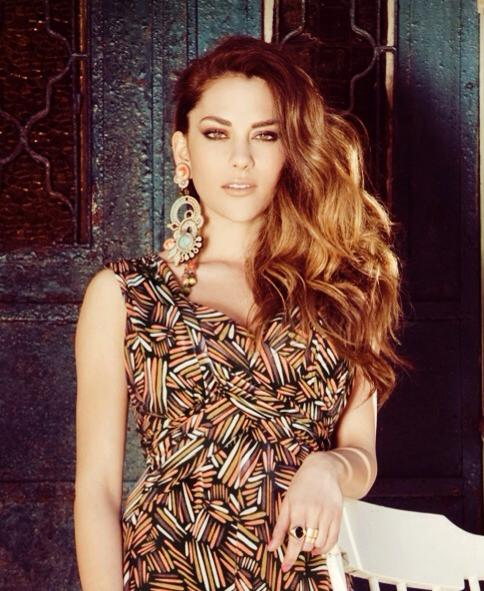
Inbar Lavi.
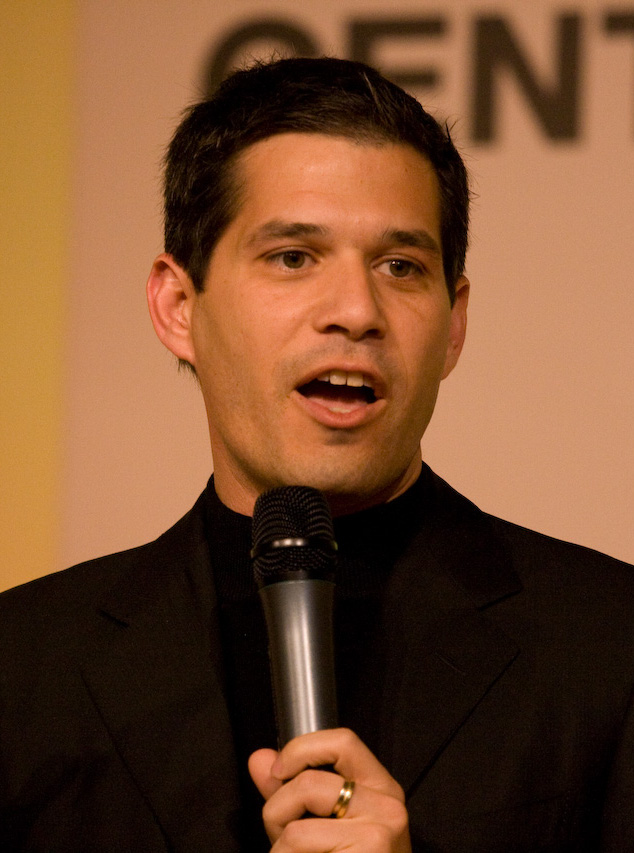
Shai Agassi.
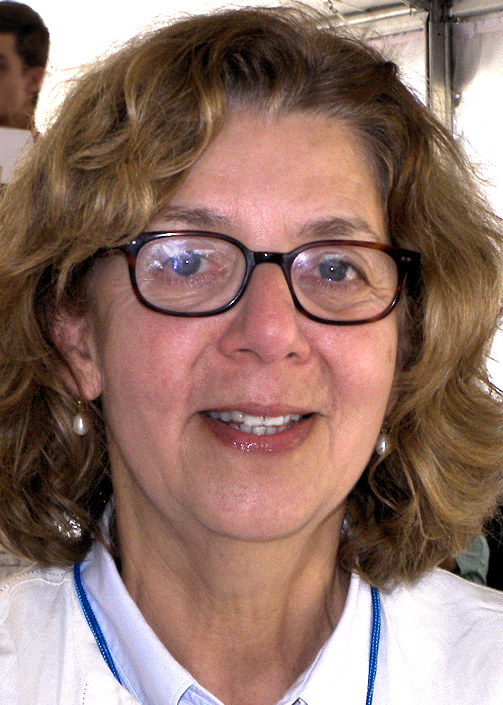
Maira Kalman.
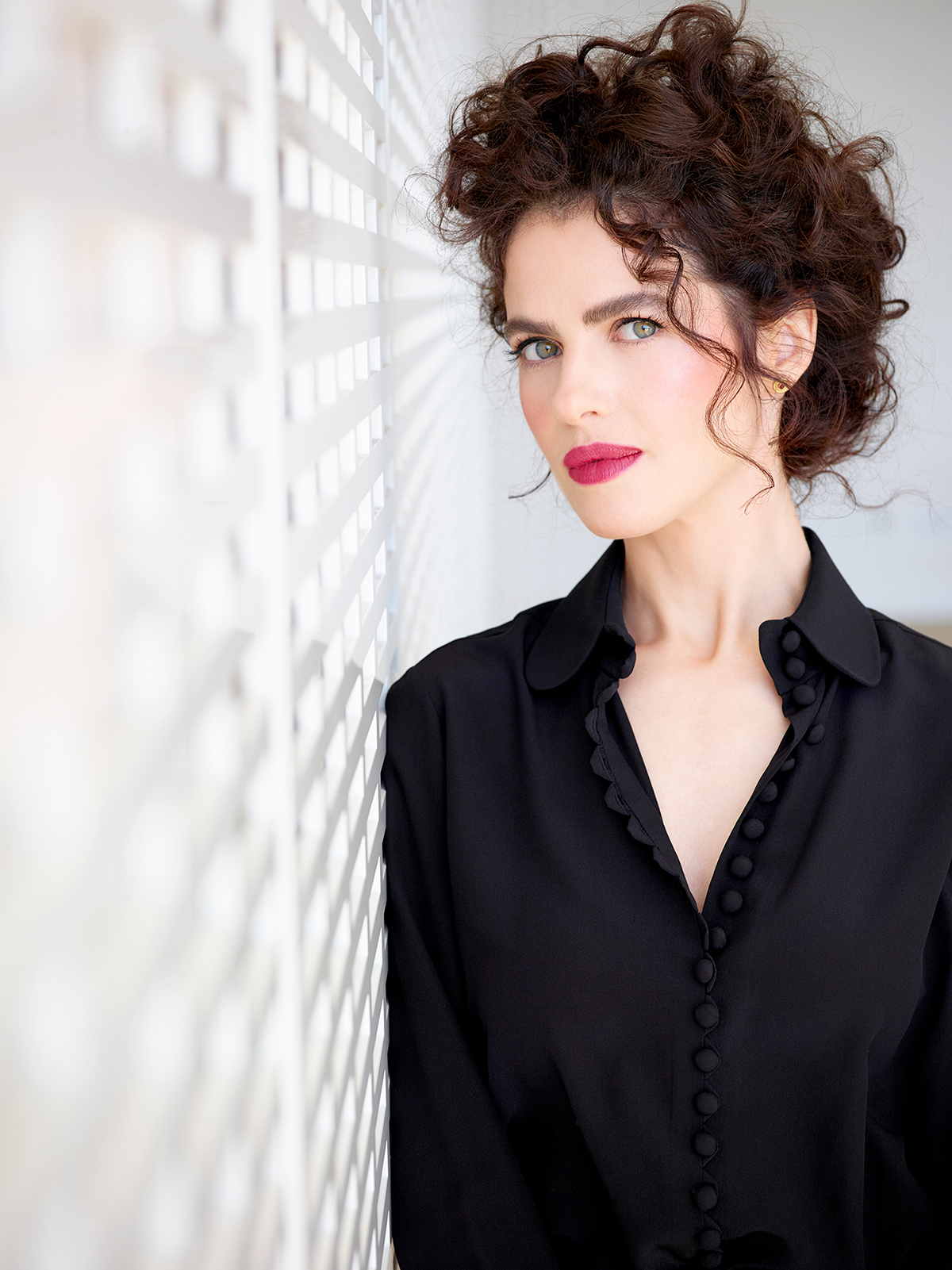
Neri Oxman.
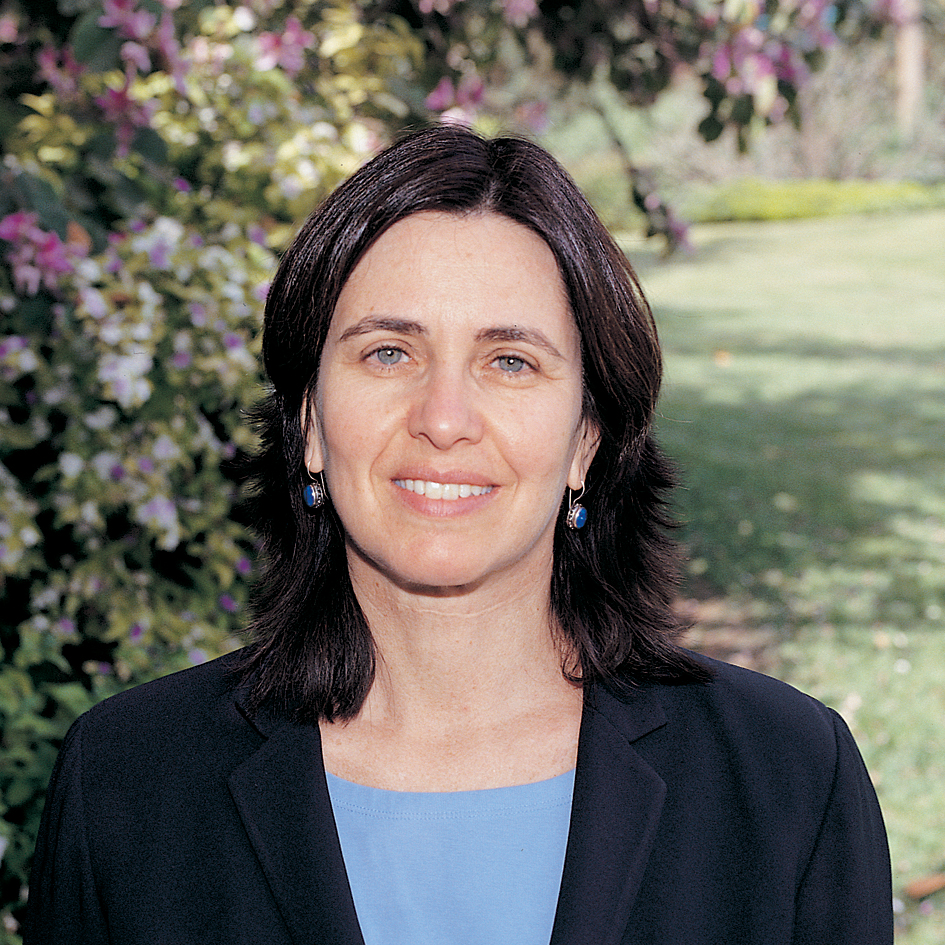
Shafrira Goldwasser.
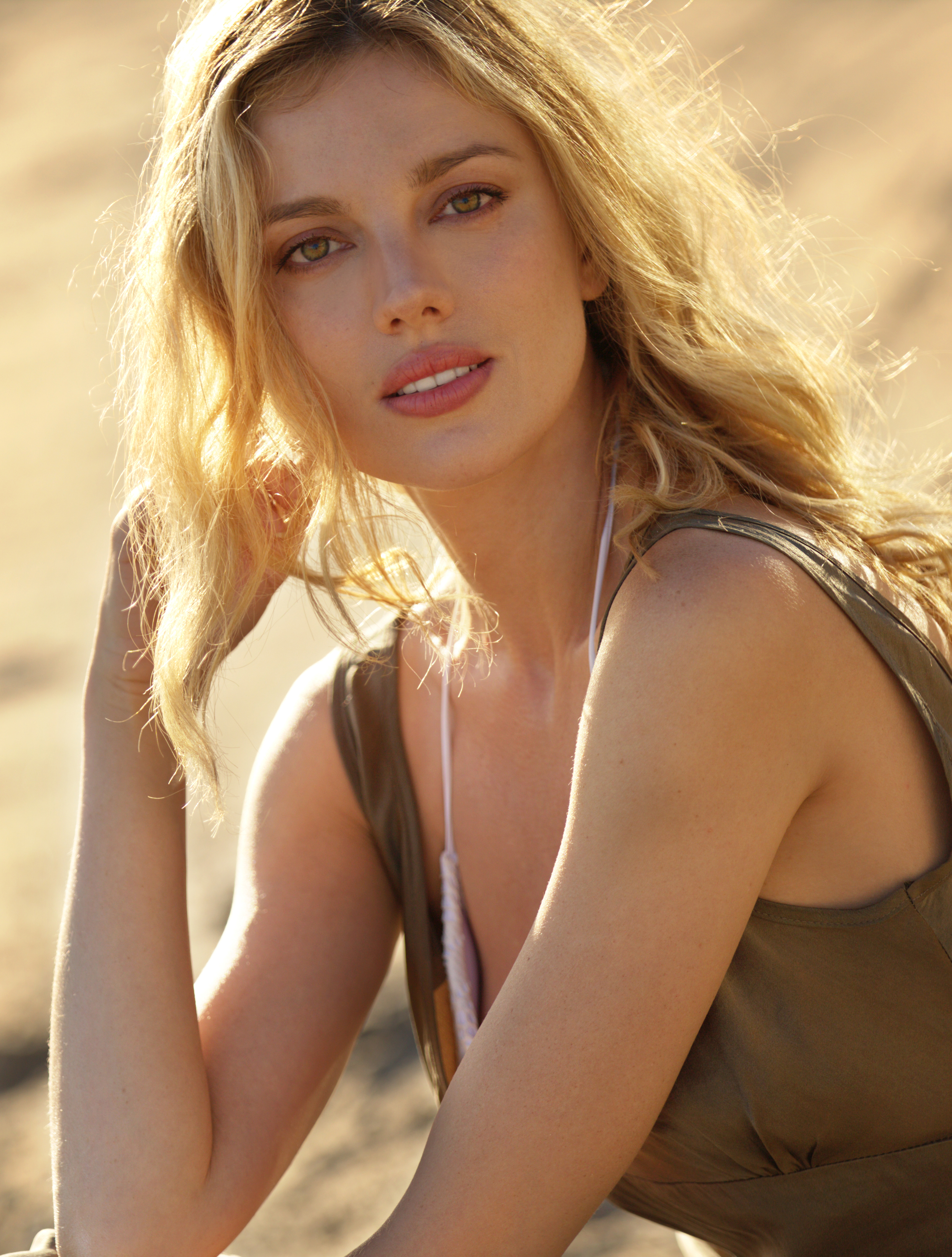
Bar Paly.
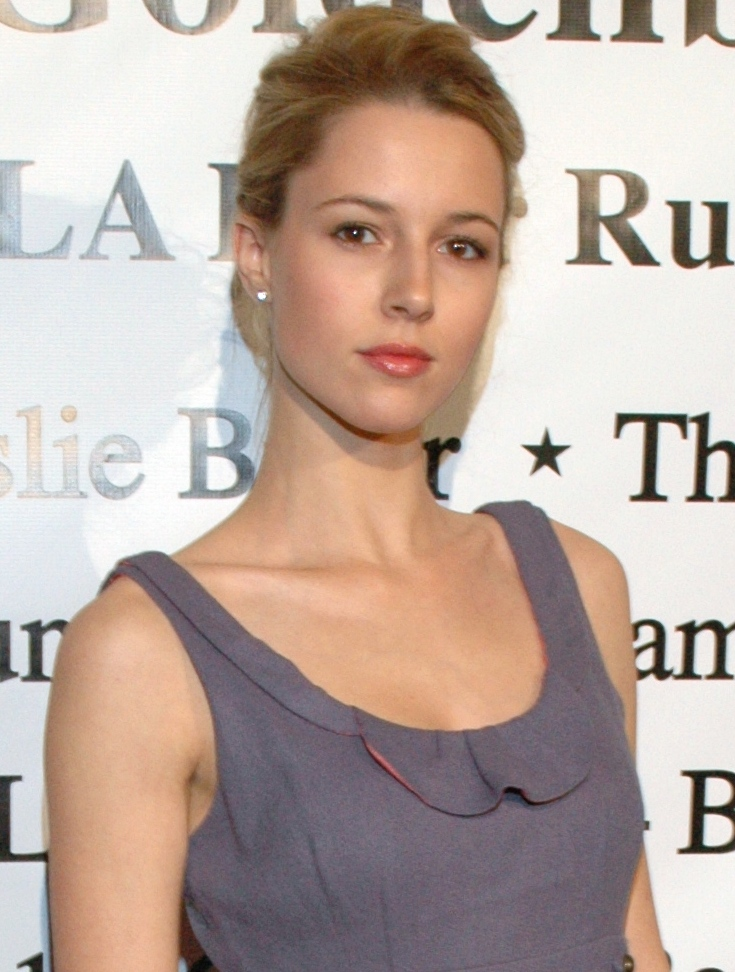
Alona Tal
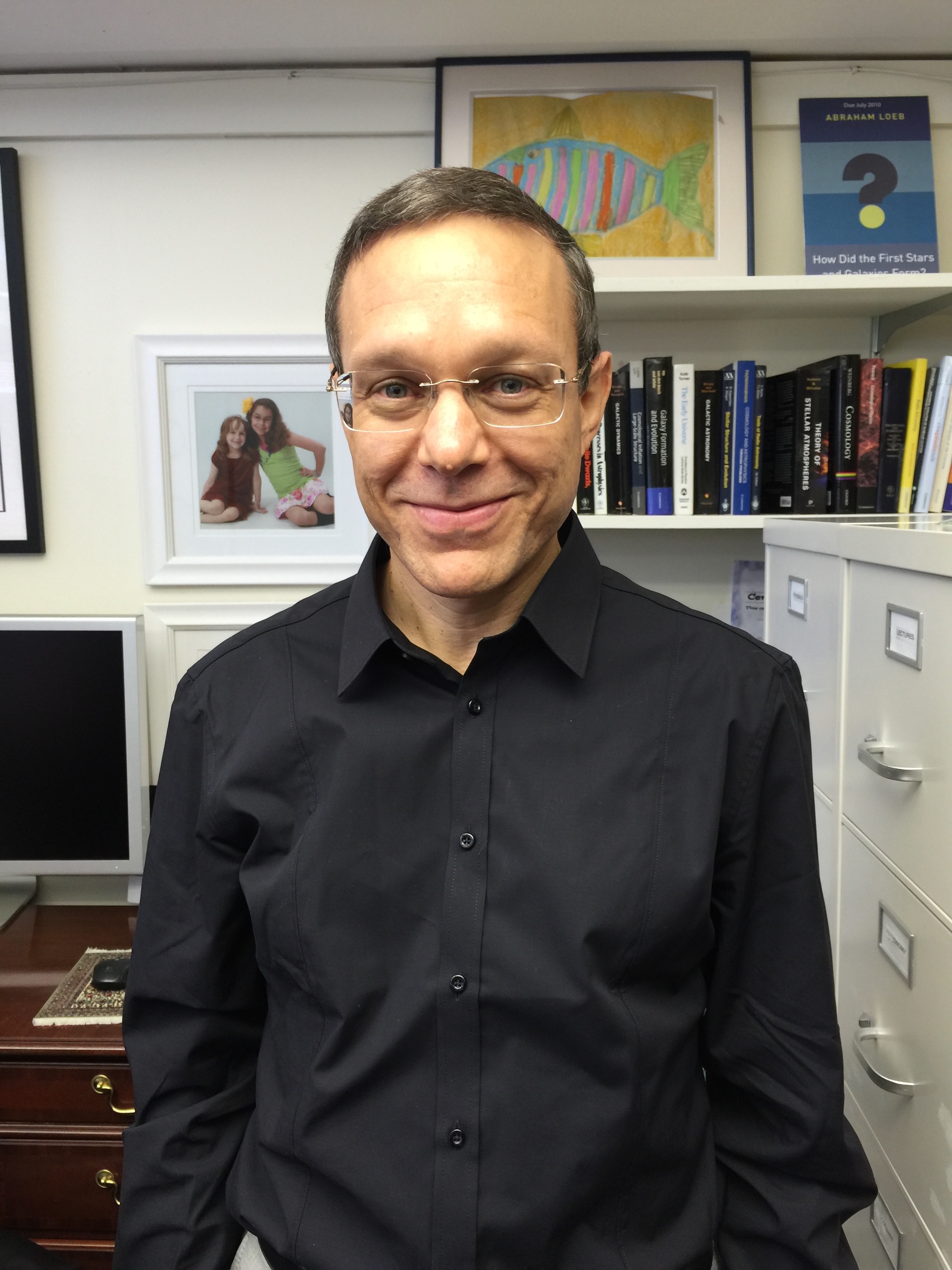
Abraham Loeb

- Datos: Q12404065